# Antifujimorismo

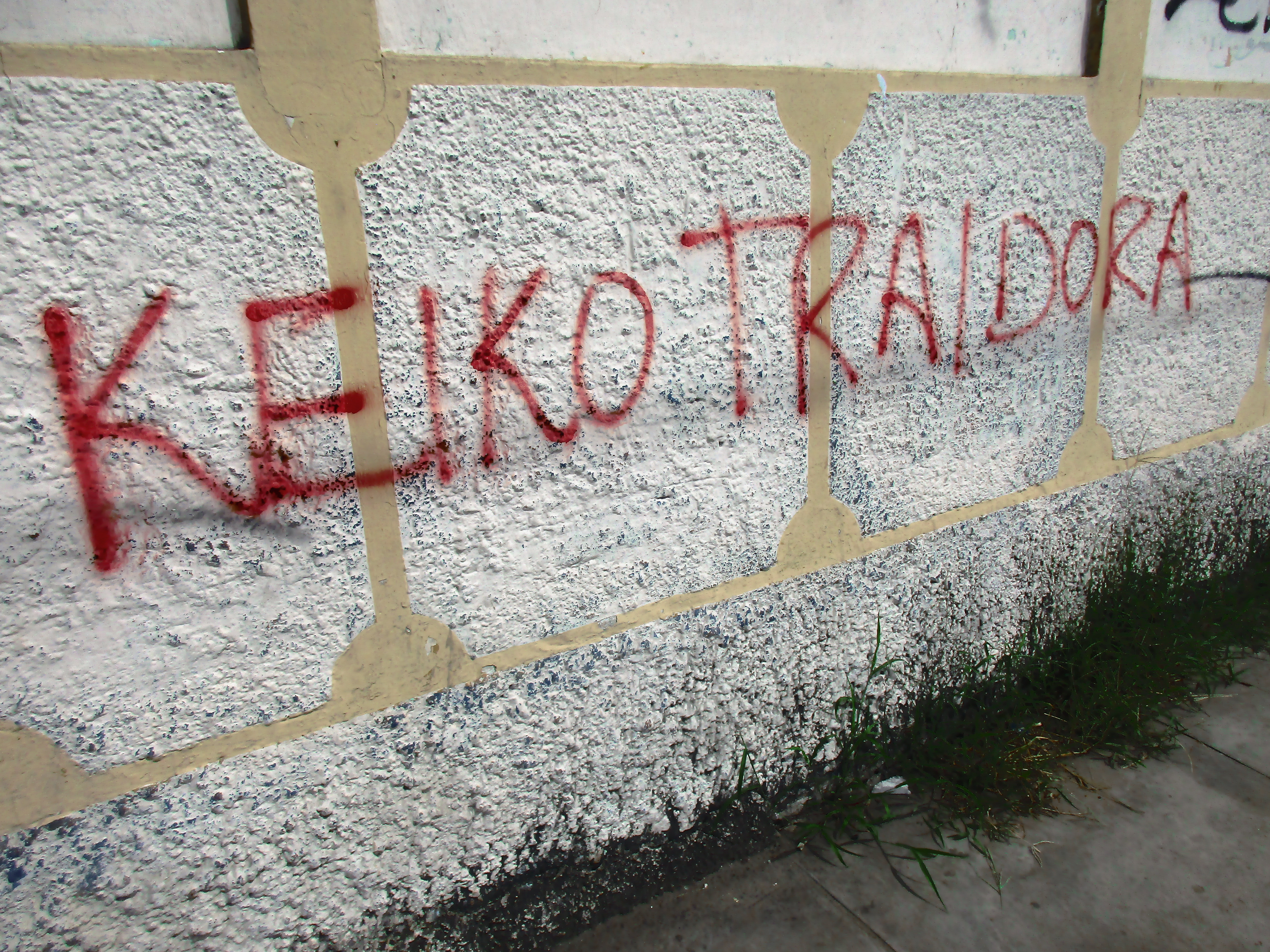
Graffiti contra Keiko Fujimori

Antifujimorismo é um movimento político caracterizado por uma oposição ao fujimorismo, ideologia do ex-presidente peruano Alberto Fujimori. O movimento tem amplo apoio em todo o espectro político, com muitos oponentes de esquerda, centro e direita se manifestando contra o fujimorismo. O movimento se organizou adequadamente após o golpe de estado peruano de 1992, no qual Fujimori ilegalmente se deu poderes adicionais ao dissolver unilateralmente o Congresso do Peru. Durante todo o resto de seu reinado (1992-2000), o movimento se opôs fortemente às cada vez mais autoritárias e populistas medidas de seu governo. Após o fim de seu governo em novembro de 2000, a coalizão antifujimorista tem sido uma das vozes oposicionistas mais influentes nas eleições gerais peruanas, opondo-se aos partidos políticos fujimoristas Peru 2000 em 2000, Cambio 90 em 2001, Aliança pelo Futuro em 2006 e Força Popular em 2011, 2016 e 2021.
O antifujimorismo tem sido descrito como "o maior grupo político informal"  ou "o maior partido político" do Peru, devido ao seu impacto nas derrotas consecutivas da candidata fujimorista Keiko Fujimori (filha de Alberto Fujimori) nas eleições presidenciais de 2011, 2016 e 2021, todas por margens estreitas. O movimento também é contra o indulto de Alberto Fujimori (promessa de campanha de Keiko), que foi condenado por abusos de direitos humanos e corrupção, entre outros crimes.
Os adeptos do antifujimorismo afirmam que seu objetivo é "defender a democracia e a dignidade nacional" e "[garantir] o cumprimento da lei e da Constituição". Eles também acusam os fujimoristas de buscar "exercer o poder sem controle ou supervisão" e "fugir da justiça". Os críticos do antifujimorismo afirmam que é "baseado no ódio e vingança" e envolve grupos políticos "subversivos", entre outras acusações.